# Ellegarden
Ellegarden egy japán rock együttes, ami 1998 decemberében, Chiba-ban, Japánban alakult. Tagjai: Hirotaka Takahasgi, dobos szerepben, Takeshi Hosomi mint énekes, Shinchi Ubataka mint gitáros mint basszusgitáros Yuichi Takada.

## Háttér
A zenekar angol szövegei, amelyeket többségében Takeshi ír, nyelvtanilag teljesen mértékben ugyanolyan, mint kiejtésileg. 2006 nyarán, Takeshi mint számítógépes mérnök dolgozott Oakland-ben, Kaliforniában, ennek is köszönhető akcentus nélküli angol tudása.
A zenekar énekese Takeshi Hosomi, jó barátságban van, a Asian Kung-fu Generation vezetőjével, Masafumi Goto-val.

## Történet
2006-ban, az Ellegarden, számos Japán Nyári Zenei Fesztiválon lépett fel, ilyen például a Fuji Rock, a Summer Sonic, a Nano Mugen Festival és a Rising Sun Rock Festival. Az utolsó turnéjuk az évben, egy amerikai zenekarral volt, az Allister-el. De karrierjük során, voltak már előzenekar a Foo Fighters együttesnek is, a Osakai Castel Hall-nál.
2008. május 2-án, elterjedtek olyan pletykák, miszerint a csapat szünetelni fog, majd ezt követően, maga az együttes is megerősítette a hírt a hivatalos oldalukon.
„A fő ok, ami miatt az együttes ideiglenes szünetre ment, az volt, hogy a fiúknak olyan nézet eltéréseik voltak az új albummal kapcsolatban, ami miatt nem volt lehetséges az új album elkészítése. Nem érezzük úgy, hogy képesek lennénk egy olyan új albumot létrehozni, amivel elégedettek lennénk, és az után, hogy megvitattuk a jelenlevő helyzetet, úgy döntöttünk, hogy amint befejezzük az albumot, azonnal szünetelünk. Minden korábban meghirdetett műsor, (bele értve azokat is, amelyek még nem lettek meghirdetve) egészen 2008. szeptemberéig meg lesznek tartva. Teljes szívünkből szeretnénk meg köszönni mindenkinek, aki valaha is támogatta az Ellegarden-t Hogy még egyszer új zenét készíthessünk mint az Ellergarden mindannyian külön akarunk dolgozni azért, hogy fejlődhessünk. Köszönet mindenért. – Ellegarden vezetője, Shinchi Ubukata
A felvételek alatt, a zenekar továbbra is folytatta a fellépéseit, és nem rég kiadták a greatist hits albumokat, mégpedig „Ellegarden Best (1999-2008) címmel. Az album 2008. július 2-án debütált, ami 21 dalt tartalmaz.

## Tagok
- Takeshi Hosomi (細美 武士 Hosomi Takeshi?) – énekes, gitáros
  - Hosomi az igazi dalszerző.
  - Általában mindig ő írja a dalokat és a dalszövegeket.
  - 2008 októberében bejelentette blogján, hogy a továbbiakban, mint szóló énekes kívánja folytatni, és megalakította a The Hiatus-t.
- Shin’ichi Ubukata (生形 真一 Ubukata Shin’ichi?) – gitáros, háttér énekes
  - Ubukata a csapat feje.
  - Egy új zenekarban folytatta pályáját, a Nothing’s Carved in Stone-ban.
- Yuichi Takada (高田 雄一 Takada Yuichi?) – basszusgitár, háttér énekes
  - Takada a Meaning együtteshez csatlakozott, és még jelenleg is ott van.
- Hirotaka Takahashi (高橋 宏貴 Takahashi Hirotaka?) – dobos, háttér énekes
  - Takahashi az ihletgazdája a csapatnak.
  - Megalakította Scars Borough-t.

## Diszkográfia

### Albumok
Stúdióalbumok
- Don't Trust Anyone But Us (2002. április 3.)
- Bring Your Board!! (2003. július 2.)
- Pepperoni Quattro (2004. május 26.)
- Riot on the Grill (2005. április 20.)
- Eleven Fire Crackers (2006. november 8.)

Válogatások
- Figureheads Compilation (2007. július 31.)
- Ellegarden Best (1999-2000) (2008. július 2.)

EP-k
- ELLEGARDEN (2001. május 23.)
- My Own Destruction (2002. október 16.)

### Videó és DVD
- My Own Destruction Tour Bootleg VHS – 2003. Március 20.
- Bring Your Board!! Tour Bootleg II DVD – 2004. Május 26.
- E.V.Junkie Lives 2004 - king of punk adventure - 2004. november 17.
- Bad for Education Tour Bootleg III DVD - 2005. február 26.
- Doggy Bags – 2006. augusztus 9.
- Eleven Fire Crackers Tour 06-07 - After Party - 2007. október 24.

### Kislemezek
- Bare Foot - 2001. október 12.
- Yubiwa - 2002. február 20.
- Jitterbug - 2002. november 12.
- Missing - 2004. november 3.
- Space Sonic - 2005. december 7.
- Salamander - 2006. augusztus 9.

## Turnék
A dátumok, a kijelentés sorrendjében vannak!
- First tour - 2002. augusztus - 20 megálló át Japánon
- My Own Destruction Tour - 2002. október 16. - 30 megálló Japánban
- Bring Your Board!! Tour - 2003. július 10. - 25 megálló Japánban, plusz egy élő koncerttel
- Jitterbug Live Tour - 2003. november 12.
- Pepperoni Quattro Tour - 2004. június 12. -19 város Japánban
- Bad for Education Tour 2004 - 2004. november 2. - 15 város
- Riot on the Grill Tour - 2005. május 5. - 39 megálló
- Space Sonic Tour 2005-2006 - 2005. december 3. - 36 megálló
- Japan Nite Tour 2006 - 2006. január 16. - Az első amerikai turné
- Ellegarden Tour 2006-2007 - 2006. október 12. - 54 megállóval
- Supporting Act for Foo Fighters - 2006. december 5. - Osaka Castle Hall
- Ellegarden Tour 2007 – 2007. június 10. - 31 megállóval Japánban
- First Korean Show at Melon AX - 2007. október 7.

## Fordítás
- Ez a szócikk részben vagy egészben  az   Ellegarden című angol Wikipédia-szócikk fordításán alapul.  Az eredeti cikk szerkesztőit annak laptörténete sorolja fel. Ez a jelzés csupán a megfogalmazás eredetét és a szerzői jogokat jelzi, nem szolgál a cikkben szereplő információk forrásmegjelöléseként.